# Футбольная ассоциация Макана

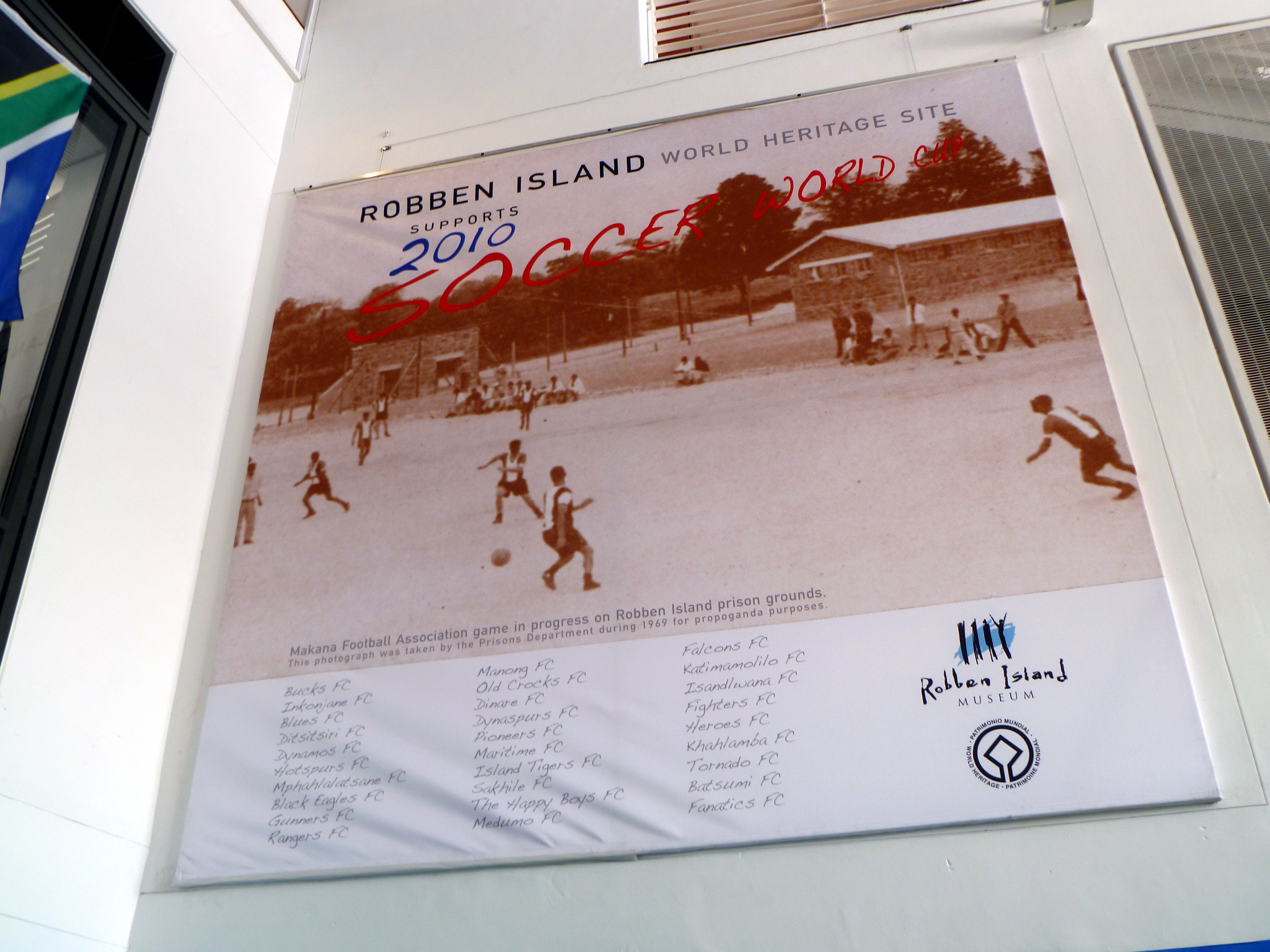
Один из матчей в рамках «Маканы», архивное фото 1969 года

Футбольная ассоциация Макана (англ. Makana Football Association) — спортивная организация, созданная в 1966 году по инициативе группы темнокожих политзаключенных на острове Роббенэйланд, ЮАР и управлявшая одноименной футбольной лигой до 1973 года.

## История
Первоначально футбол находился под строгим запретом на территории тюрьмы, однако в 1966 году под давлением представителей Международного Красного креста и регулярных просьб заключенных, руководство Роббенэйланда все же разрешило проводить матчи по субботам. Инициатором создания централизованного футбольного союза стал школьный учитель математики и физики Седик Айзекс, попавший в тюрьму в 1964 году по обвинению в участии в антигосударственном заговоре. В 1966 году Айзекс прочитал свод правил ФИФА, являвшийся одной из немногих книг в тюремной библиотеке, позже вдохновившись на создание официальной футбольной организации по международным стандартам.
В течение следующих нескольких месяцев были организованы судейский и технический комитеты, утверждены трансферные правила и механизмы подачи протестов.
Ассоциация получила наименование «Макана» — в честь воина из народа коса, сражавшегося с британскими колониальными властями и погибшего в 1819 году. 
В первом сезоне лиги приняло участие 8 клубов, каждый из которых представлял определенную политическую группировку. Вскоре в первенстве появилась девятая команда, «Манонг», в которой не учитывалась политическая принадлежность игроков. Именно этот клуб позже стал сильнейшей командой чемпионата. 
Со временем лига приобрела широкую популярность среди узников тюрьмы, заявка каждой команды в среднем превышала 40 человек, что привело к разделению лиги на три дивизиона, созданных в зависимости от уровня мастерства участников. У каждого клуба лиги была своя официальная форма, пошив которой был профинансирован Международным Красным Крестом.
Первый матч под эгидой «Маканы» прошел в декабре 1969 года. 

## «Макана» после апартеида
После падения режима апартеида многие футболисты «Маканы» получили посты в правительстве ЮАР. В частности, Джейкоб Зума, являвшийся капитаном одной из ведущих команд лиги, был президентом страны в период с 2009 по 2018 годы, а арбитр Мосиуоа Лекота в 1999—2008 годах занимал должность министра обороны. В декабре 2015 года бывший игрок и руководитель «Маканы» Моссима Габриэль Сексвале баллотировался на пост президента ФИФА.

## В культуре
Изучением истории «Маканы» активно занимался Чарльз Корр, профессор Университета Миссури, впервые посетивший Роббенэйланд в 1991 году, сразу после закрытия тюрьмы на острове. В бывшем тюремном архиве Корр обнаружил протоколы матчей и иные документы лиги, на основании которых затем написал книгу «Больше, чем игра», в 2008 году ставшую основой для одноименного фильма.

## Реакция ФИФА
18 июля 2007 года руководство ФИФА предоставило «Макане» статус почетного члена организации во время специальной церемонии, состоявшейся на острове Роббенэйланд в рамках комплекса мероприятий по празднованию 89-летия Нельсона Манделы.